# André Desjardins
André Desjardins, dit « Dédé », né le 4 juillet 1930 à Montréal (Québec) et mort assassiné dans la même ville le 27 avril 2000, est un chef syndical et un criminel québécois. 
En tant que président du Conseil des métiers de la construction et vice-président de la Fédération des travailleurs du Québec (FTQ), il a instauré un véritable régime de terreur sur les grands chantiers de construction au Québec au début des années 1970. Même s'ils partagent le même nom de famille, il n'y a pas de liens de parenté entre lui et le caïd Raynald Desjardins, une autre figure majeure du crime organisé québécois .

## Biographie

### Jeunesse
Né au coin des rues Ontario et Cartier, dans le Centre-Sud de Montréal, André Desjardins est le fils et le petit-fils de plombiers. Il devient lui-même apprenti-plombier à l'âge de 14 ans. Il séjourne brièvement en prison durant sa jeunesse et compte des criminels parmi ses amis  d'enfance.

### Carrière criminelle
Sa carrière syndicale débute en 1959, au sein la section locale 144 de l'Association internationale des plombiers et tuyauteurs d'Amérique, qui deviendra sa base d'opération. Son naturel engageant et un sens inné du leadership lui permettent de gravir les échelons de son syndicat. Il devient directeur général du Conseil des métiers de la construction, une fédération syndicale affiliée à la FTQ qui regroupe 23 syndicats du bâtiment et 70 000 membres et devient vice-président de la centrale syndicale en septembre 1970.
Le nouveau directeur général des métiers de la construction, un moustachu corpulent qui porte de longs favoris et une « bague à diamants imposante », mène un train de vie princier. Sa Cadillac blanche et ses vacances en Haïti sont remarquées. Une fois en poste, le nouveau patron met en place un réseau de « soldats » fidèles, qui opèrent toutes sortes de rackets sur les chantiers, allant de l'usure à l'extorsion, en passant par le trafic de drogues.
La Commission Cliche, qui a levé le voile sur les activités de « Dédé » Desjardins en 1975, le décrit comme un meneur d'hommes, un stratège et un organisateur « aux qualités exceptionnelles [...] gâchées par un goût effréné du pouvoir ».
Toujours selon la commission, Desjardins est un homme pour qui la violence est si naturelle, qu'il n'hésite pas à s'associer à des repris de justice pour parvenir à ses fins. Des interceptions téléphoniques effectuées par la Sûreté du Québec et déposées aux audiences publiques de la commission révèlent en outre que Dédé Desjardins est l'instigateur de la plupart des grèves illégales dans les chantiers au Québec à l'été 1974, parce qu'il voulait créer une situation de force pour embarrasser le gouvernement en raison de l'enquête.
Les fréquentations de Desjardins à cette époque troublent le juge Cliche et les commissaires Mulroney et Chevrette : le leader syndical déchu est un ami intime de criminels notoires dont Francesco Fuoco, auteur d'un hold-up et « soldat » du mafiosi Vincent Cotroni, Jean-Louis Robinson, abattu dans un règlement de comptes et Eugène Lefort, surnommé le « caïd de la Rive-Sud ».
Desjardins n'attend pas les conclusions du juge Cliche pour démissionner. Il quittera ses fonctions le 25 novembre 1974, au lendemain de la mise sous tutelle du Conseil des métiers de la construction.

### Nouvelle carrière et assassinat
Après la fin de sa période syndicale, Desjardins maintient son train de vie en poursuivant ses activités criminelles de prêts usuraires, sous le couvert d'activités commerciales légales. Au début des années 1990, il était actionnaire d'un hôtel en République dominicaine, d'un centre commercial et de deux restaurants au Québec. Il partage son temps entre Cabarete, en République dominicaine, où on le dit « très influent », et revient l'été pour s'occuper de ses affaires québécoises.
Son nom a été mentionné relativement à une affaire d'importation de quaaludes de Montréal vers Fort Lauderdale, en Floride, pour laquelle William O'Bront et Marcel « Chinois » Salvail ont été condamnés à des peines de prison de 20 et 9 ans en juin 1984. La participation de Desjardins à cette affaire n'a cependant jamais été démontrée.
André Desjardins est assassiné le 27 avril 2000, à l'âge de 69 ans, de coups de feu à la tête dans le stationnement du restaurant Shawn's, à Saint-Léonard, dans l'est de Montréal. Selon le chroniqueur judiciaire Michel Auger, Desjardins aurait rencontré le motard Maurice « Mom » Boucher, le chef montréalais des Nomads, un chapitre des Hells Angels, la veille de son décès. Les deux hommes étaient des amis de longue date, mais Desjardins serait tombé en disgrâce auprès de ses amis motards. « Le meurtre de Desjardins est un contrat de pros », a soutenu le lieutenant-détective Steve Roberts de la police de la CUM.